# Chauffour-lès-Étréchy
Chauffour-lès-Étréchy là một xã ở tỉnh Essonne thuộc vùng Île-de-France miền bắc nước Pháp.
Theo điều tra dân số năm 1999, dân số xã này là 119 người. Ước tính dân số năm 2007 là 131.
Danh xưng cư dân địa phương Chauffour-lès-Étréchy trong tiếng Pháp là Calidusiens.